# Rosario Castellanos
Pour les articles homonymes, voir Rosario (prénom).
Rosario Castellanos est une romancière, poétesse et essayiste mexicaine née le 25 mai 1925 à Mexico et morte le 7 août 1974 à Tel Aviv.

## Biographie
Elle passa son enfance à Comitán, dans le Chiapas. Elle y fut directement témoin des conditions de vie et de travail des Mayas contemporains. Ses parents, des propriétaires terriens, durent s'installer à Mexico lors des réformes de Lázaro Cárdenas lorsque Rosario Castellanos avait seize ans. Après une maîtrise de philosophie à l'Université nationale autonome du Mexique (UNAM), elle partit étudier l'esthétique à l'université centrale de Madrid grâce à une bourse de l'Institut de culture hispanique[Quoi ?]. Elle soutient en 1950 une thèse sur la culture féminine. Elle bénéficia aussi d'un bourse Rockefeller au Centre mexicain des écrivains, de 1954 à 1955.
Elle commença par travailler au poste d'animatrice culturelle à l'Institut des sciences et des arts de Tuxtla Gutiérrez, puis elle devint directrice du Théâtre guignol au Centre coordinateur tzeltal-tzotzil, à l'Institut national indigéniste à San Cristóbal de las Casas. Elle reçut le prix Chiapas en 1958 pour Balún Canán, roman autobiographique narrant l'enfance d'une petite fille. Elle travailla ensuite comme directrice générale d'Information et de Presse de l'UNAM (1960-1966). Le prix Xavier-Villaurrutia lui fut attribué pour Ciudad real en 1961.
Elle enseigna de 1962 à 1971 à la Faculté de philosophie et de lettres de la même université. En 1962, son roman Oficio de tinieblas reçut le prix Sor Juana Inés de la Cruz. Se déroulant à San Juan Chamula, il s'inspire d'un mouvement de rébellion d'Indigènes du Chiapas à la fin du XIXe siècle. Elle fut nommée ambassadrice du Mexique en Israël de 1971 à 1974.
En tant qu'intellectuelle, elle permit aux femmes de s'affirmer dans la société mexicaine. Ses derniers livres témoignent de son intérêt pour le féminisme. Son intérêt pour les Indigènes et sa dénonciation de leur statut inégalitaire a pris une nouvelle résonance avec l'Armée zapatiste de libération nationale à partir des années 1990[Selon qui ?].